# Giles megye (Tennessee)
Giles megye az Amerikai Egyesült Államokban, azon belül Tennessee államban található. Megyeszékhelye és legnagyobb városa Pulaski. Lakosainak száma 30 346 fő (2020. április 1.). Giles megye Maury, Marshall, Lincoln, Limestone, Lawrence és Lauderdale megyékkel határos.

## Népesség
A megye népességének változása:
| Lakosok száma | 29 398 | 29 305 | 28 925 | 28 746 | 28 946 | 30 346 |
|               | 2010   | 2011   | 2012   | 2013   | 2015   | 2020   |